# Corps Berlin
Das Corps Berlin ist eine Berliner Studentenverbindung und Mitglied im Weinheimer Senioren-Convent. Es ist das einzige in Berlin aktive Weinheimer Corps und gehört dem Berliner Waffenring an. Das Corps Berlin entstand am 9. Februar 2009 durch Zusammenschluss der Berliner Corps Cheruscia, Rheno-Guestphalia und Teutonia und wurde am 15. Mai 2010 in das Blaue Kartell aufgenommen.

## Couleur

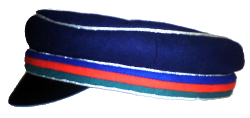
Mütze des Corps Berlin

Die Farben des Corps Berlin sind blau-rot-grün. Es sind die Farben für die drei Gründercorps Teutonia (blau), Rheno-Guestphalia (rot) und Cheruscia (grün). Die Reihenfolge ist identisch mit den Gründungsfarben blau-rot-grün von 1859. Das Band hat eine silberne Perkussion. Mitglieder des Corps Berlin tragen eine dunkelblaue Mütze mit silberner Randverzierung und den Farben des Corps. Das Blau ist dunkler als das Kornblumenblau des Corps Teutonia und hat den Farbton eines gesättigten Berliner Blau.

## Wappen
Der Wappenschild ist eine viergeteilte Tartsche. Das Feld links oben (aus Sicht des Schildträgers) zeigt die Farben blau-rot-grün des Corps Berlin. Auf den Farben befindet sich der Zirkel des Corps. Der Zirkel ist zusammengesetzt aus den Anfangsbuchstaben der Worte vivat, crescat, floreat Corps Berlin.
Das Feld rechts oben zeigt die berühmte Skizze von Leonardo da Vinci, die den wissenschaftlichen Umgang mit den Proportionen des menschlichen Körpers darstellt. Es ist Sinnbild dafür, dass das Corps Berlin eine akademische, wissenschaftliche Verbindung ist.
Das Feld links unten zeigt den schwarzen Bären als Berliner Stadtwappen.
Im Feld rechts unten befinden sich zwei gekreuzte Glockenschläger und ein Eichenkranz, um dem sich ein Band schlingt. Eingetragen ist das Gründungsdatum „2.12.1859“ des ältesten Gründercorps Cheruscia. Die gekreuzten Schläger sind das Symbol, dass das Corps Berlin die Bestimmungsmensur als gemeinschaftsbildendes und persönlichkeitsbildendes Prinzip anerkennt.
Auf dem Wappenschild ruht ein Spangenhelm, versehen mit einer Krone und drei Helmbüschen in den Farben grün, rot, blau. Zwei Helmdecken in Form des barocken Rankenwerks in den Farben grün und blau (jeweils innen weiß) umfassen Helm und Schild. Unterhalb des Wappens steht auf einem Band der Wahlspruch des Corps Berlin „sapere aude!“. Über dem Wappen steht der Schriftzug „Corps Berlin im WSC“.

## Geschichte
Das Corps Berlin entstand am 9. Februar 2009 durch gleichberechtigten Zusammenschluss der Berliner WSC-Corps Cheruscia, Rheno-Guestphalia und Teutonia. Dabei ist der Geschäftsbetrieb des aktiven Corps Cheruscia unter Aufnahme der Mitglieder der anderen Corps weitergeführt worden, so dass das Gründungsdatum 2. Dezember 1859 bestehen geblieben und das Corps Berlin ohne Unterbrechung (anstelle von Cheruscia) im WSC verblieben ist. Das Corps Berlin führt die Traditionen seiner Gründungscorps weiter.
Am 15. Mai 2010 wurde das Corps Berlin in das Blaue Kartell aufgenommen.

### Corps Cheruscia

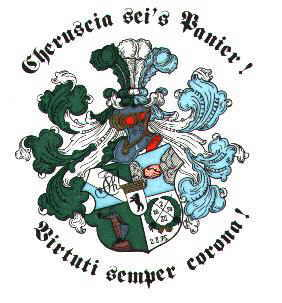
Wappen des Corps Cheruscia

Aus einer zuvor losen Vereinigung studierender Pharmazeuten, Chemiker und Mediziner entstand am 2. Dezember 1859 nach vorheriger Genehmigung des Kultusministers der Chemisch-Pharmazeutische Verein, der sich die Vereinsfarben „blau-rot-grün“ gab.
Im Wintersemester 1874/75 schloss sich dieser Verein mit dem 1866 gegründeten Akademischen Pharmazeuten-Verein zusammen, wobei man sich von nun an als Korporation verstand. 1876 wurde mit anderen Fachvereinen bzw. -Verbindungen der Kartellverband der akademischen Pharmazeuten – und Chemikervereine (Kösener D.C.) ins Leben gerufen.
Nach der Auflösung des Kösener D.C. im Jahre 1882 nahm die Korporation Akademischer Chemisch-Pharmazeutischer Verein am 5. April 1883 den Namen „Cheruscia“ an. Die Folgejahre waren geprägt von der Suche nach dem eigenen Standpunkt in der Korporationswelt. Die „Verbindung Cheruscia“ (seit WS 1887/88) ging zeitweilig ein Paukverhältnis mit den Berliner Verbindungen des Goslarer Chargierten-Convent ein (bis zur Auflösung dieses Verbandes im Jahre 1881), hiernach schloss man sich mit anderen Korporationen zum Berliner C.C. zusammen, welcher sich im Wintersemester 1894/95 aber wieder auflöste.
1903 wurde Cheruscia als Landsmannschaft anerkannt, ohne jedoch mit den bestehenden Landsmannschaften des Coburger LC oder anderer Dachverbände nähere Kontakte zu knüpfen. Schließlich entschloss man sich, dem Rudolstädter Senioren-Convent (RSC) beizutreten, wozu die Umwandlung in ein Corps erforderlich war. Die Aufnahme in den RSC erfolgte 1911. In diesem Verbande blieb das Corps bis zur Auflösung des RSC im Jahre 1934 und trat zeitgleich in den WSC (Weinheimer Senioren Convent) ein, dem es bis zuletzt angehörte. Am 30. Juni 1954 übernahm Cheruscia die meisten Mitglieder des Corps Normannia Marburg.

### Corps Rheno-Guestphalia

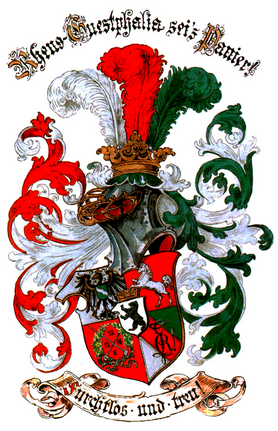
Wappen des Corps Rheno-Guestphalia ab 1950

Das WSC-Corps Rheno-Guestphalia ging 1950 aus dem Zusammenschluss der WSC-Corps Guestphalia und Rheno-Guestphalia hervor.

#### Guestphalia
Am 4. Februar 1870 trug sich der Verein „Cheruskia – Akademische Vereinigung der Westfalen“ an der Königlichen Bau- und Gewerbeakademie zu Berlin ein. Am 10. März 1882 wurde Cheruscia als frei schlagende Verbindung genehmigt, 1883 folgte die Umwandlung zum Corps.
Streitigkeiten mit Rektor und Senat führten am 23. Mai 1886 zur zwangsweisen
Auflösung des Corps Cheruskia. Man schloss sich mit der in Hannover
entstandenen Landsmannschaft Guestphalia zusammen. Diese restituierte sich
am 31. Januar 1881 als Corps Guestphalia mit den Farben grün-weiß-schwarz und erhielt auch von der Hochschule die
erforderliche akademische Erlaubnis.

#### Rheno-Guestphalia
Am 25. Februar 1866 gründeten an der königlichen Bau- und Gewerbeakademie zu Berlin die Studenten Romberg, Schürman, Überfeld und Becker den Verein der Rheinländer und Westfalen zur „Befolgung wissenschaftlicher und geselliger Zwecke“.
Am 13. August 1881 stellten die aktiven Mitglieder den Antrag, den Verein in eine freie Verbindung mit unbedingter Satisfaktion und den Farben schwarz-rot-silber und roter Mützenfarbe umzuwandeln. Dies genehmigte am 18. November 1881 der Rektor und Senat der Akademie.
Am 19. November 1882 tat sich Rheno-Guestphalia zum Corps auf und trat mit den übrigen Corps und den freien Verbindungen an der Königlich Technischen Hochschule zu Berlin in ein Paukverhältnis. 1883 konstituierte sich der SC der Kgl. Technischen Hochschule zu Berlin, bestehend aus den Corps Silesia, Rheno-Guestphalia, Saxonia, Cheruscia (der späteren Guestphalia) und Pomerania. 1884 wurde die Hochschule von Berlin nach Charlottenburg verlegt. Rheno-Guestphalia schloss sich dem Umzug an. Im Jahre 1890 trat das Corps Borussia zu Rheno-Guestphalia über.
1891 wurde Rheno-Guestphalia in den WSC aufgenommen.
Zu Beginn des WS 1935/36 erfolgte die Suspension des Corps aufgrund des Drucks der NS-Studentenschaft. Mit der Restitution 1950 erfolgte der Zusammenschluss von Rheno-Guestphalia und Guestphalia mit den Farben grün-rot-silber.

### Corps Teutonia

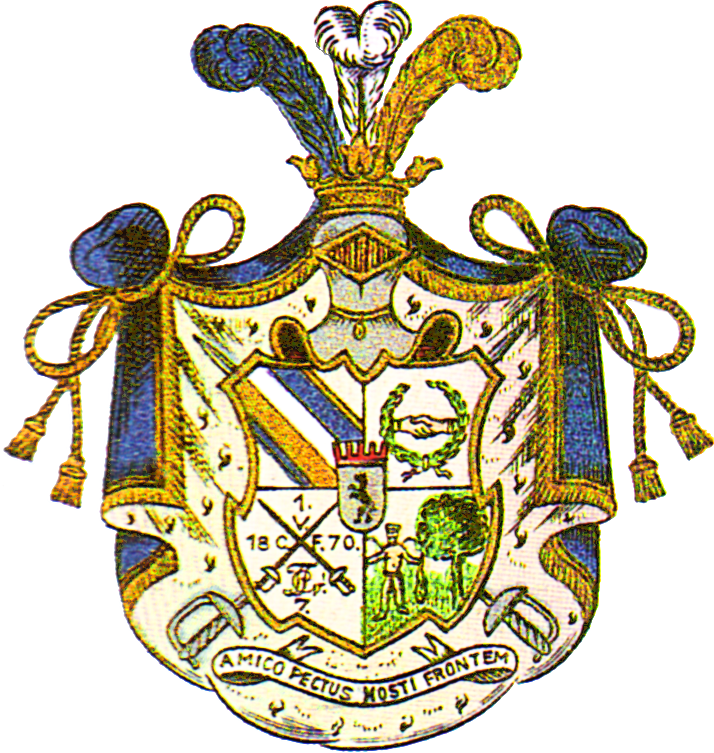
Wappen des Corps Teutonia

Das Corps Teutonia wurde am 1. Juli 1870 als Landsmannschaft Hercynia an der Militärrossarztschule zu Berlin gegründet. Die Gründungsmitglieder waren sämtlich ehemalige Mitglieder nichtschlagender Verbindungen, die sich zusammentaten, um Mensuren zu fechten. 
1872 erfolgt die Umbenennung in Landsmannschaft Feronia, der Schutzgöttin der Freigelassenen. Zu diesem Zeitpunkt war es ehemaligen Tierärzten im Militärdienst verwehrt, nach ihrer Dienstzeit als zivile Tierärzte zu arbeiten. Feronia agierte als Interessensvertretung ehemaliger Militärveterinäre.
1874 gründete die Landsmannschaft Feronia zusammen mit der Landsmannschaft Hannoverania das Blaue Kartell und war Mitgründer des Rudolstädter Senioren Convent, welcher 1934 mit dem Weinheimer Senioren Convent fusionierte.

1880 nannte sich Feronia in Teutonia um, da ihr mit dem Namen „Feronia“ die Hochschulzulassung als Vereinigung verweigert wurde, offenbar aufgrund der zu progressiven Namensbedeutung.
Ab 1902 wurden die Corps-Prinzipien angenommen, 1910 fiel das tierärztliche Prinzip, was zur Öffnung zu allen wissenschaftlichen Hochschulen in Berlin führte.
Am 1. Juli 1936 erfolgte die Auflösung des Corps unter Druck des Nazi-Regimes.  Die Rekonstitution erfolgte am 10. Oktober 1952 in Berlin. Einer der Restitutionsburschen war Udo Janssen, dem die Immatrikulation an der Freien Universität Berlin verweigert wurde, weil er sich zum Mensurenschlagen bekannte. Diese Entscheidung wurde in einem der bekannten Mensurenprozesse 1958 aufgehoben.
Am 1. Juli 1970 fusionierte das Corps Teutonia mit dem vorwiegend aus Bierbrauern bestehenden Corps Cimbria und nannte sich von dann an „Corps Teutonia, Corps der Cimbern und Teutonen“.
Das Corps Cimbria wurde am 10. Mai 1888 als „Brauer-Vereinigung Cerevisia“ gegründet. Cerevisia ist das lateinische Wort für Bier. Seine Farben waren grün-weiß-gold, die Fuchsenfarben gold-weiß-gold. Der Wahlspruch lautete „Nec aspera terrent!“. Am 10. Mai 1920 nannte sich Cerevisia in Cimbria um. Cimbria gehörte bis 1934 dem Naumburger Senioren-Convent an, bis dieser zusammen mit dem RSC im WSC aufging.

## Mitglieder
In alphabetischer Reihenfolge
- Hans Joachim Balcke (1862–1933), Wärmetechniker, Fabrikant von Kühltürmen und Kondensationsanlagen
- Walther Bolz (1901–1970), Veterinärchirurg, Professor der Veterinärmedizin
- Hans Bredow (1879–1959), Begründer des deutschen Schiffs- und Auslandsfunkverkehrs und des deutschen Rundfunks. Ehrendoktor der TH Danzig, Ehrensenator der Technischen Hochschulen Dresden und Stuttgart, Ehrenbürger der Technischen Hochschulen Berlin und Karlsruhe, Senator.
- Friedrich von Bruchhausen (1886–1966), Pharmazeut, Direktor des Instituts für Pharmazeutische Chemie und Lebensmittelchemie an der Technischen Hochschule Braunschweig
- Alfred Colsman (1873–1955), Generaldirektor des Zeppelin-Konzerns
- Dietmar von Dippel (1943–2009), Rechtsanwalt und Notar, Hauptgeschäftsführer des Unternehmens- und Arbeitgeberverband für Großhandel und Dienstleistungen in Berlin, Geschäftsführer des Landesverbandes des Groß- und Außenhandels von Berlin und Brandenburg
- Carl Coninx (1865–nach 1930), Generaldirektor der Großkraftwerk Franken AG
- Wilhelm Dominik – Professor für Geologie an der TU Berlin, Geschäftsführender Direktor des Instituts für Angewandte Geowissenschaften
- Max Delbrück (1850–1919), Agrikulturchemiker, Gründer der Versuchs- und Lehranstalt für das Brauereiwesen (VLB) in Berlin.
- Richard Eberlein (1869–1921), Tierarzt, Zoologe, Arzt und Hochschullehrer Begründer der tierärztlichen Röntgenkunde, Gründer und erster Präsident der Deutschen Röntgen-Gesellschaft.
- Guido Fischer (1877–1959), Zahnarzt, Hochschullehrer und Vater der Lokalanästhesie in der Zahnmedizin
- Fritz Goos (1883–1968), Physiker und Astronom
- Henry Grell (1870–1937), Architekt in Hamburg
- Otto Hermes (1838–1910), Direktor des Aquariums in Berlin, Mitglied des Reichstages
- Alfred Hövelhaus – ehemaliger Generaldirektor der Schlegel-Scharpenseel-Brauerei in Bochum, Ehrensenator der TU Berlin.
- Johann Hubert Inden (1865–1931), Industrieller, Generaldirektor der Fa. Fittingsfabrik Gebr. Inden
- Emil Jacobsen (1836–1911), Chemiker und Schriftsteller
- Friedrich Jenner (1863–1928), Architekt, Baubeamter und Senator in Göttingen.
- Herbert John, Direktor der Bill-Brauerei (1956 von Holsten übernommen), bis 1973 im Vorstand der Holsten-Brauerei.
- Otto Kauffmann junior (1875–1941), Fabrikant von Schamottewaren und Mosaikplatten
- Gustav Kemmann (1858–1931), Verkehrswissenschaftler
- Richard Klett (1867–1948), Tierarzt, Professor der gerichtlichen Tierheilkunde und Parasitologie, Direktor der inneren Klinik der Tierärztlichen Hochschule Stuttgart
- Ernst Krause (1839–1903), Schriftsteller, Pseudonym Carus Sterne
- Hermann Kunst (1907–1999) erster Bevollmächtigter des Rates der Evangelischen Kirche in Deutschland (EKD) bei der Bundesregierung und evangelischer Militärbischof
- Hans Hermann Lechner (1931–2020) Professor für Volkswirtschaftslehre, insbesondere Internationale Wirtschaftsbeziehungen an der Technischen Universität Berlin
- Edwin Lehnert (1884–1968), Tierarzt, Bakteriologe, Professor, Leiter des Veterinär-bakteriologischen Staatsinstituts in Stockholm
- Karl-Heinz Lesnau (1935–1996), Mitglied des Abgeordnetenhauses von Berlin bis 1996
- Hans-Jürgen Liebscher (1936–2021), Hydrologe, Bundesanstalt für Gewässerkunde, Kommission Wasserforschung der Deutschen Forschungsgemeinschaft, Internationales Hydrologisches Programm der UNESCO.
- Joachim Lorenz (1937–2022), Direktor a. D. des Zentralbereichs Technik der ThyssenKrupp AG, Träger der Goldenen Ehrenmedaille der TU Berlin[6]
- Friedrich Mauritz – Mitgründer der Dortmunder Actien-Brauerei.
- Joachim Plettner (* 1938), Apotheker, Träger des Verdienstkreuzes am Bande der Bundesrepublik Deutschland[7]
- Walter Pröpsting – ehemaliges Vorstandsmitglied der Dortmunder Actien-Brauerei, 1948 Initiator der Rekonstitution des deutschen Braumeister und Malzmeister Bundes (DBMB), ehemaliger Präsident und später Ehrenpräsident des DBMB, Ehrenbürger der TU-München-Weihenstephan.
- Kurt Rupprecht – ehemaliger Präsident der Bundestierärztekammer (1976 bis 1987), danach Ehrenpräsident.
- Johannes Schmidt (1870–1953), Professor für Spezielle Pathologie, Therapie der Haustiere und Gerichtliche Tiermedizin
- Dieter Schmoeckel (1931–2013) – Professor für Maschinenbau, Pionier moderner Umformtechnik, Gründer des Instituts für Umformtechnik an der TU Darmstadt
- Franz Leopold Sonnenschein (1817–1879), Pharmazeut und Chemiker
- Hermann Thoms (1859–1931), Pharmazeut und Hochschullehrer, Begründer der wissenschaftlichen Pharmazie in Deutschland
- Ernst Joachim Trapp (* 1935), Vizepräsident der Deutsch-Arabischen Gesellschaft, Träger des Bundesverdienstkreuzes 1. Klasse[8], Träger der Goldenen Ehrenmedaille der TU Berlin[9]
- Rolf Ulbrich (1920–2006), Slawist, Professor an der FU Berlin
- Helmut Vent – Begründer des Hopfenanbaus in der DDR (Saalehopfen).
- Gustav von Vaerst (1858–1922), Landestierarzt, Professor für Tierheilkunde